# Gebhard Ullmann

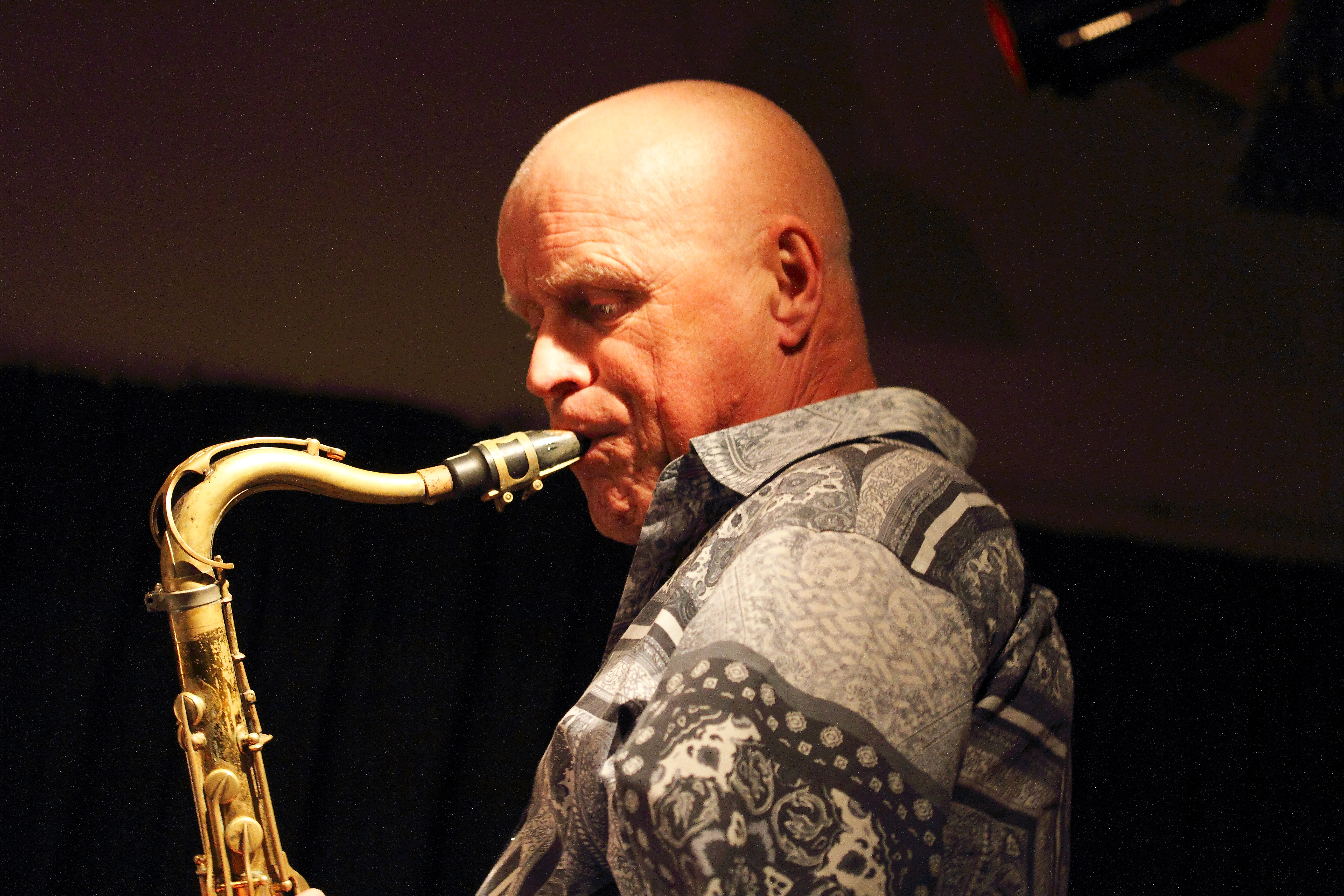
Mit Ullmann/Swell´s Chicago Plan im club W71 (Weikersheim 2018)

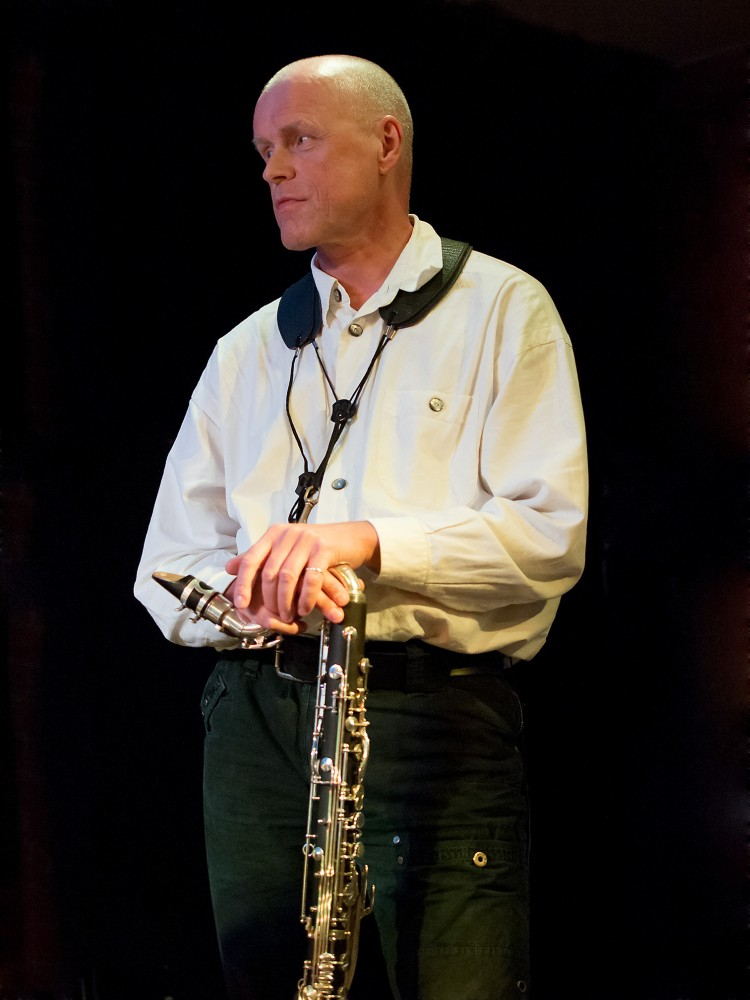
Gebhard Ullmann im Jazzclub Unterfahrt (München 2013)

Gebhard Ullmann (* 2. November 1957 in Bad Godesberg) ist ein deutscher Jazzmusiker (Saxophone, Flöten, Bassklarinette) und Komponist.

## Leben und Wirken
Ullmann hatte in seiner Jugend zunächst klassischen Querflötenunterricht. Ab 1976 studierte er an der Hochschule für Musik und Theater Hamburg Flöte und Saxophon und nahm daneben Saxophonunterricht bei Herb Geller und Dave Liebman. Er studierte außerdem von 1976 bis 1982 in Hamburg Medizin. Bereits in dieser Zeit arbeitete er mit dem Gitarristen Andreas Willers im Duo, aber auch in einer Bluesband sowie einem Trio mit Keyboards und dadaistischen Vokalimprovisationen.
Seit 1983 lebt er in Berlin und prägt dort die Szene entscheidend mit. Des Weiteren war New York City für mehrere Jahre seine zweite Heimat. In beiden Städten leitet bzw. leitete er unterschiedlichste Formationen. 1984 entwickelten Ullmann und Willers mit Niko Schäuble das gemeinsame Quartett Out to Lunch, das internationale Tourneen unternahm, auf großen Festivals spielte und mit Enrico Rava tourte und aufnahm. 1987 spielten Willers und Ullmann als Minimal Kidds mit Trilok Gurtu, später traten sie mit Steve Argüelles auf und nahmen mit Bob Stewart, Marvin Smitty Smith sowie Phil Haynes auf.
1991 begann er mit dem Tá Lam Projekt, eine seiner spektakulärsten, 24 Jahre lang bestehenden Besetzungen (bis zu zehn Holzbläser plus Akkordeonist Hans Hassler), mit dem er weltweit auf Festivals gastierte und vier Tonträger veröffentlichte.
1993 rief er zusammen mit Soul-Note-Gründer Giovanni Bonandrini das Projekt Basement Research ins Leben, zunächst ein Quartett mit Ellery Eskelin (später Tony Malaby), Drew Gress und Phil Haynes entwickelte es sich zu einem Quintett (mit Julian Argüelles, Steve Swell, John Hébert später Pascal Niggenkemper und Gerald Cleaver).
Weitere Projekte sind das Clarinet Trio (mit Jürgen Kupke und Michael Thieke bzw. Theo Nabicht, 5 CDs auf Leo Records), das Trio BassX3 (dieses kombiniert zwei Kontrabässe – Chris Dahlgren und Peter Herbert, später Clayton Thomas – mit seiner Bassklarinette und Bassflöte), das transatlantische Quartett Conference Call (mit Michael Jefry Stevens, Joe Fonda und George Schuller), das ebenfalls transatlantische Quartett The Chicago Plan (mit Steve Swell, Fred Lonberg-Holm und Michael Zerang). 2014 veröffentlichte er das Double Trio de Clarinettes (das Clarinet Trio zusammen mit dem französischen Trio de Clarinettes), das Berliner Sextett GULF of Berlin sowie eine Duo-Produktion mit der Vokalistin Almut Kühne. In letzterem Projekt wie auch in einem neuen Solo Programm arbeitete er erstmals mittels sampling und looping. 2017 veröffentlichte er anlässlich seines 60. Geburtstags die erste CD mit dem elektro/akustischen Trio Das Kondensat (mit Oliver Potratz und Eric Schaefer) und gab ein Duokonzert beim Jazzfest Berlin mit dem Schlagzeuger und Pianisten Tyshawn Sorey. 2019 veröffentlichte er mit dem Viertelton-Pianoquartett mikroPULS (mit Hans Lüdemann, Oliver Potratz und Eric Schaefer) ein Album. 2023 und 2024 erschienen sein neues Projekt Hemisphere 4 mit Liz Kosack, Silke Lange und Taiko Saito sowie die erste Veröffentlichung mit dem Saxophonisten Philipp Gerschlauer.
Ullmann arbeitet zudem als Komponist und schrieb Werke für diverse Kammermusikbesetzungen einschließlich drei Streichquartetten und diversen Solo-Kompositionen für verschiedene Blasinstrumente, Violine und Piano. Er schrieb mehrere größere Werke für klassisches Orchester sowie die Neuvertonung des Films Berliner Stilleben von László Moholy-Nagy (1929) für das BuJazzO plus Chor im Rahmen des Projekts 'Klingende Utopien – 100 Jahre Bauhaus'. 2021 schrieb er seine erste Symphonie unter dem Titel Symphonische Verwebungen für Orchester, Stimme, Klavier und Perkussion und zusammen mit dem Komponisten Udo Agnesens das 25-minütige Orchesterwerk Tá Lam, das sich auf seinem gleichnamigen Kompositionszyklus vom Anfang der 1990er Jahre bezieht. Derzeit arbeitet er an einer Serie von Orchesterkompositionen unter dem Titel Module für Orchester, von denen die Module 1–5 fertiggestellt sind. Diese und andere seiner Kompositionen werden seit 2021 vom Wiener Verlag Universal Edition vertrieben.
2022 veröffentlichte Ullmann seinen 65. Tonträger als Bandleader/Co-Leader. Als Sideman war er tätig bei in der Springtime von Günter Lenz, in George und Ed Schullers Projekt Schulldogs, im Quartett des New Yorker Gitarristen Scott DuBois, im Berliner Projekt Stereo Lisa, in Chris Dahlgrens Lexicon, in The Silent Jazz Ensemble, der Berliner Grossformation Die Elefanten, in Hannes Zerbes Jazz Orchester, im Berliner Orchester der Pianistin Satoko Fujii und im Projekt Septych des belgischen Pianisten Bram De Looze.
2024 erschien sein Kompositionszyklus Impromptus und Interationen für Solo-Piano eingespielt vom ukrainischen Pianisten Vitalii Kyianytsia beim Wiener Label Kairos.
Ullmann arbeitet u. a. mit Paul Bley, Satoko Fujii, Armand Angster, Sylvain Kassap, Michael Rabinowitz, Ernst-Ludwig Petrowsky, dem Ensemble Percussion de Guinee, Han Bennink, William Parker, Herb Robertson, Bob Moses, Keith Tippett, Frank Gratkowski, Bobby Previte, Glen Moore, Lauren Newton, Andrew Cyrille, Sylvie Courvoisier, Alexander von Schlippenbach, Willem Breuker, Michael Riessler, Rita Marcotulli, Dieter Glawischnig, Tom Rainey, Sergeij 0Starostin, Beñat Achiary, Frank Möbus oder Ivo Papasov. Mit Baby Sommers großformatiger Brotherhood & Sisterhood gastierte er 2023 bei JazzBaltica.
Weiterhin arbeitete er in verschiedensten Theater- und genreübergreifenden Projekten u. a. mit Otto Sander oder dem Heiner-Müller-Projekt von Hannes Zerbe.

## Preise und Auszeichnungen
Für seine Arbeit erhielt er den  Julius Hemphill Composition Award (1999) in zwei Kategorien, (gemeinsam mit Willers) den Preis der Deutschen Phonoakademie (1983) und (ebenfalls gemeinsam mit Andreas Willers) den Jazzpreis des SWF (1987) sowie eine ganze Reihe von Stipendien und Preisen der Stadt Berlin.
Die zweite CD seines Ta Lam-Projekts wurde mit dem Preis der Deutschen Schallplattenkritik 1995 als beste Jazz CD des Jahres ausgezeichnet. Down Beat hat seine CDs Final Answer (2002), The Bigband Project (2004) und New Basement Research (2008) Poetry in Motion (2008) News? No News! (2010) Ta Lam 11 – Mingus! (2011) Clarinet Trio 4 (2012) und „Hat And Shoes“ (2015) unter den besten Tonträgern des jeweiligen Jahres aufgeführt.
Andere renommierte Magazine und Onlineseiten wie All About Jazz New York vergeben regelmäßig Höchstbewertungen für Gebhard-Ullmann-Veröffentlichungen. Die CD Transatlantic erhielt den renommierten Choc des Jazz Magazine in Frankreich. Seit 2005 wurde Ullmann im Kritiker-Poll des Down Beat regelmäßig in der Kategorie „Rising Star“ aufgeführt.
Im Jahr 2017 erhielt er den ersten Jazzpreis der Stadt Berlin und 2022 den Deutschen Jazzpreis in der Kategorie Holzbläser.

## Diskographische Hinweise
- Gebhard Ullmann, Andreas Willers with Marvin Smitty Smith, Bob Stewart Suite Noire (Nabel, 1990)
- Gebhard Ullmann, Hans Hassler Tá Lam (99Records, 1993)
- Ta Lam Zehn Vancouver Concert (Leo Records, 2000)
- The Big Band Project (Soul Note, 2004, mit Claus Stötter, Ingolf Burkhardt, Michael Leuschner, Reiner Winterschladen, Ingo Lahme, Joe Gallardo, Sebastian Hoffmann, Sebastian John, Stefan Lottermann, Peter Bolte, Fiete Felsch, Lutz Büchner, Julian Argüelles, Christof Lauer, Frank Delle, Vladislav Sendecki, Stephan Diez, Lucas Lindholm, Tom Rainey, Marcio Doctor, Dieter Glawischnig)
- Steve Swell, Gebhard Ullmann, Hilliard Greene, Barry Altschul Desert Songs and Other Landscapes (CIMP, 2004)
- Gebhard Ullmann, Chris Dahlgren, Art Lande Die blaue Nixe (Between the Lines, 2006)
- Conference Call Poetry in Motion (Clean Feed, 2008; mit Michael Jefry Stevens, Joe Fonda, George Schuller)
- Gebhard Ullmann und Basement Research (mit Julian Argüelles, Steve Swell, John Hebert, Gerald Cleaver) Don't Touch My Music Vol 1 & 2 (NotTwo, 2009)
- The Ullmann/Steve Swell 4 News? No News! (2010)
- Gebhard Ullmanns Tá Lam Mingus! (Jazzwerkstatt, 2011)
- BassX3: Transatlantic (Leo Records, 2013, mit Chris Dahlgren, Clayton Thomas)
- The Double Trio de Clarinettes: Itinéraire bis (Between the Lines, 2013, mit Jean-Marc Foltz, Sylvain Kassap, Armand Angster, Jürgen Kupke, Michael Thieke)
- Gebhard Ullmann, Daniel Erdmann, Johannes Fink, Christian Lillinger E und U Mann (WismART 2014)
- Gebhard Ullmann & Basement Research: Hat and Shoes (Between the Lines, 2015)
- The Clarinet Trio plus Alexey Kruglov: Live in Moscow (Leo, 2017)
- Das Kondensat mit Oliver Potratz, Eric Schaefer (WhyPlayJazz 2017)
- Basement Research Impromptus and Other Short Works mit Julian Argüelles, Steve Swell, Pascal Niggenkemper, Gerald Cleaver (WhyPlayJazz 2019)
- The Chicago Plan: For New Zealand mit Steve Swell, Fred Lonberg-Holm, Michael Zerang (Not Two, 2022)
- Gebhard Ullmann / Steve Swell / Hilliard Greene / Barry Altschul: We’re Playing in Here? (NoBusiness 2022)
- Hemisphere 4 mit Taiko Saitō, Silke Lange, Liz Kosack (JazzHausMusik 2023)
- Impromptus und Interationen mit Vitalii Kyianytsia (Kairos 2024)

## Lexigraphischer Eintrag
- Martin Kunzler: Jazz-Lexikon. Band 2: M–Z (= rororo-Sachbuch. Bd. 16513). 2. Auflage. Rowohlt, Reinbek bei Hamburg 2004, ISBN 3-499-16513-9.